# Cantonul Thann
Cantonul Thann este un canton din arondismentul Thann, departamentul Haut-Rhin, regiunea Alsacia, Franța.

## Comune
- Aspach-le-Haut
- Bitschwiller-lès-Thann
- Bourbach-le-Bas
- Guewenheim
- Leimbach
- Michelbach
- Rammersmatt
- Roderen
- Thann (reședință)
- Vieux-Thann
- Willer-sur-Thur